# Wilhelm Felten
Wilhelm Felten (* 2. März 1856 in Düren; † 6. März 1929) war ein deutscher Historiker.
Felten studierte in Bonn und wurde zum Dr. phil. promoviert. Er war anschließend als Gymnasiallehrer in Siegburg tätig. Unter dem Pseudonym Germanus publizierte er einen Teil seiner Veröffentlichungen.
Seine landesgeschichtliche Sammlung wurde aus dem Nachlass von der Bibliothek der Abtei Michaelsberg angekauft.

## Werke
Forschungen zur Geschichte Ludwigs des Bayern. Schwann, Neuß 1900 (Digitalisat).